# Индустријска област (Сондрио)
Индустријска област је насеље у Италији у округу Сондрио, региону Ломбардија.
Према процени из 2011. у насељу је живело 30 становника. Насеље се налази на надморској висини од 216 м.